# Pristimantis mallii
Pristimantis mallii — вид жаб з роду Pristimantis родини Strabomantidae. Описаний у 2019 році.

## Поширення
Ендемік Еквадору. Відомий лише з заповідника Ріо Зуньяг на східному схилі Анд, у верхньому басейні річки Пастаса.

## Опис
Самці завдовжки 12-21 мм, самиці — 23-43 мм. Тіло коричневого забарвлення з світло-коричневими та темно-коричневими смугами.

## Спосіб життя
Мешкає у гірському хмарному лісі на висоті 1300—2190 м над рівнем моря. Усі відомі зразки зібрані на чагарниках або травах на висоті 1,5-4 метри над землею.